# José Nihoul
Pour les articles homonymes, voir Nihoul.
José Ferdinand Ghislain Nihoul (Montenaken (Gingelom), 22 novembre 1906 - 1er décembre 1996) était un homme politique belge wallon, membre du Parti catholique, puis du PSC. 
Nihoul fut docteur en droit et licencié en notariat; notaire.

## Fonctions politiques
- Conseiller communal (1933-), échevin (1933-39) et bourgmestre (1939) de Villers-Saint-Siméon.
- Sénateur de l'arrondissement de Liège de 1951 à 1961 en suppléance de Cassian Lohest (de), décédé.